# Gorboduc

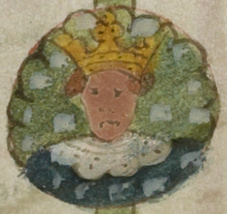
Gorboduc. Immagine tratta da Genealogical chronicle of the kings of England to Edward IV, circa 1461

Gorboduc o Gorbodug (in gallese Gwrvyw) fu un leggendario sovrano della Britannia, menzionato da Goffredo di Monmouth nella Historia Regum Britanniae. 
Sposò Judon. Quando divenne vecchio, tra i figli Ferrex e Porrex scoppiò un contrasto per la successione al trono, che sfociò nella cosiddetta guerra civile dei cinque re, durante la quale Gordobuc morì.
Il personaggio ha ispirato la tragedia Gorboduc, scritta e rappresentata da Thomas Norton e Thomas Sackville nel 1562. In quest'opera il re Gorboduc abdica lasciando il regno ai suoi due figli, Ferrex e Porrex. Porrex, per prendere il potere, uccide Ferrex, ma a sua volta viene ucciso da sua madre. Il popolo a questo punto uccide il re e la regina. Alla fine l'aristocrazia stermina il popolo.